# Oman News Agency
Die Oman News Agency (ONA; arabisch وكالة الأنباء العمانية, DMG Wakālat al-anbāʾ al-ʿumāniyya) ist die offizielle Nachrichtenagentur des Sultanats Oman. Sie hat ihren Sitz in Ruwi und untersteht dem omanischen Informationsministerium. Die Agentur veröffentlicht täglich Meldungen auf Arabisch und Englisch.

## Entstehungsgeschichte
Die ONA wurde am 29. Mai 1986 durch das Dekret Nr. 39/86 gegründet. Durch das Dekret Nr. 43/97 wurde am 25. Juni 1997 das Oman Establishment for Press, News, Publication and Advertising (OEPNPA) errichtet, dessen Teil sie wurde. Durch das Dekret Nr. 75/2006 wurde die Agentur am 16. Juni 2006 unter die Aufsicht des omanischen Ministry of Information gestellt und ist dem Informationsminister direkt unterstellt.

## Aufgaben
Die ONA ist die offizielle Nachrichtenagentur der omanischen Regierung und verbreitet täglich von 08:30 bis 01:00 Uhr des Folgetages Nachrichten aus den verschiedenen Landesteilen. Außerdem veröffentlicht sie Meldungen über Neuigkeiten im Ausland.

## Leitung und Organisationsstruktur
Die Agentur wird derzeit vom Generaldirektor und Chefredakteur Zamzam Suliman Al Rashdi geleitet. Die ONA besteht aus folgenden Abteilungen:
- Arabische Redaktion
- Englische Redaktion
- Fotoredaktion
- Reporter und Korrespondenten (die Agentur unterhält im In- und Ausland ein Korrespondentennetz)
- Reportagen
- Archiv
- Bulletin-Vorbereitung
- Internet
- ONA-Niederlassung im Gouvernement Dhofar im Süden des Sultanats Oman.

## Mitgliedschaften
Die ONA ist Mitglied der Organisation of Arab News Agencies (FANA), der International Islamic News Agency (einer Einrichtung der Organisation für Islamische Zusammenarbeit) und der Organisation of Asia Pacific News Agencies (OANA). Die Agentur nimmt auch an der Jahreskonferenz der Nachrichtenagenturen des Golf-Kooperationsrats teil.